# Ronnie Dix
Pour les articles homonymes, voir Dix (homonymie).
Ronald William Dix, couramment appelé Ronnie Dix, est un footballeur anglais, né le 12 septembre 1912 à Bristol, Angleterre et décédé le 2 avril 1998 .

## Biographie
Il reste célèbre pour être le plus jeune footballeur à avoir marqué un but dans l'histoire de la Football League, en inscrivant un but en faveur des Bristol Rovers à l'âge de 15 ans et 180 jours en 1928.
Il reçoit une sélection en équipe d'Angleterre en 1938, à l'occasion d'un match amical contre la Norvège, au cours duquel il inscrit un but.
Dans une longue carrière de 21 ans, qui s'étend de 1928 à 1949, il joue pour les Bristol Rovers, les Blackburn Rovers, Aston Villa, Derby County, Tottenham Hotspur et Reading.
Pendant la Seconde Guerre mondiale, il joue en faveur de Bristol City, Chester City, Blackpool, Bradford Park Avenue (en), Wrexham, York City et enfin Liverpool.